# Chatham (Massachusetts)
Chatham é uma vila localizada no condado de Barnstable no estado estadounidense de Massachusetts. No Censo de 2010 tinha uma população de 6.125 habitantes e uma densidade populacional de 96,95 pessoas por km².

## Geografia
Chatham encontra-se localizado nas coordenadas 41° 40′ 19″ N, 69° 58′ 14″ O. Segundo a Departamento do Censo dos Estados Unidos, Chatham tem uma superfície total de 63.18 km², da qual 41.78 km² correspondem a terra firme e (33.87%) 21.4 km² é água.

## Demografia
Segundo o censo de 2010, tinha 6.125 pessoas residindo em Chatham. A densidade populacional era de 96,95 hab./km². Dos 6.125 habitantes, Chatham estava composto pelo 96.08% brancos, o 1.4% eram afroamericanos, o 0.26% eram amerindios, o 0.59% eram asiáticos, o 0% eram insulares do Pacífico, o 0.62% eram de outras raças e o 1.04% pertenciam a duas ou mais raças. Do total da população o 1.76% eram hispanos ou latinos de qualquer raça.